# Léa François
 (août 2023).
Si vous disposez d'ouvrages ou d'articles de référence ou si vous connaissez des sites web de qualité traitant du thème abordé ici, merci de compléter l'article en donnant les références utiles à sa vérifiabilité et en les liant à la section « Notes et références ».
Pour les articles homonymes, voir François.
Léa François, née le 5 mai 1988 à Montfermeil (Seine-Saint-Denis), est une actrice française.
De 2009 à 2022, elle incarne le rôle de Barbara Évenot dans la série télévisée Plus belle la vie. Elle reprend son rôle en 2024 dans la suite, Plus belle la vie, encore plus belle.
Elle double en français l'actrice Bonnie Wright, qui interprète Ginny Weasley, dans les trois premiers films de la saga Harry Potter.

## Biographie

### Enfance
Léa François est née le 5 mai 1988 à Montfermeil, en Seine-Saint-Denis (France).

### Débuts
Dès ses quatre ans, Léa François décroche des rôles de comédienne dans les pubs, dans les clips de Jeanne Mas et Louis Bertignac et dans un épisode des Cordier, Juge et flic.
Elle enchaîne durant son enfance plusieurs rôles dans des téléfilms dont Deux mamans pour Noël, Le surdoué, Une femme d'honneur, L'Instit (« La gifle », 2000).
Elle réalise également quelques doublages pour des dessins-animés et des films étrangers notamment Titanic, Hé Arnold ! ou La Famille Delajungle.

### Doublage dans les filmsHarry Potter
Léa François réalise le doublage de la voix de l'actrice Bonnie Wright qui interprète Ginny Weasley dans les trois premiers films de la saga Harry Potter (Harry Potter à l'école des sorciers, Harry Potter et la Chambre des secrets, Harry Potter et le prisonnier d'Azkaban).

### À partir de 2003
Parallèlement à ses études au lycée, Léa François fréquente le cours Florent de 2003 à 2006. Après avoir obtenu un Baccalauréat Littéraire avec mention bien, elle se dirige vers une licence d'italien à l'Université Paris-Sorbonne. Elle, décide d'arrêter ses études pour se consacrer à sa carrière de comédienne, sans avoir sa licence.
Elle joue dans les séries SOS 18, Préjudices et C'est comme ça sur France Télévisions, ainsi que dans Le QG sur Disney Channel.

### Rôle dans la sériePlus belle la vie
À partir de 2009, elle incarne le rôle de Barbara Évenot dans le feuilleton Plus belle la vie sur France 3, jusqu'à la fin de la série en 2022. Elle reprend son rôle dans Plus belle la vie, encore plus belle en 2024.

### À partir de 2010
Léa François fait ses premières armes sur scène en 2010 avec la pièce Pauvre France ! au côté de Bernard Menez et elle campera ensuite le rôle de Léa dans Le club des célibataires aux côtés des comédiens Franck Borde et Willy Liechty. En 2014, elle est à l'affiche de la comédie à succès Bonjour ivresse, qui fête ses 1 000 représentations ; elle y interprète le rôle de la coincée mais néanmoins surprenante[non neutre] Marie.
Depuis 2014, elle joue dans Coiffure et Confidences où elle reprend le rôle créé par Julia Roberts dans le film Potins de femmes. Après une tournée en province, elle passe l'été 2015 au Théâtre Michel puis le 20 janvier 2016 jusqu'au 8 mai de la même année.
Elle participe au jeu télévisé Fort Boyard sur France 2, en 2016, en 2021, en 2024 et en 2025.
En 2023, elle participe comme candidate à la saison 6 du Meilleur Pâtissier, spécial célébrités sur Gulli. En 2024, elle participe à 100 % logique sur France 2.

### Vie privée
Léa François a deux filles : Louison, née en novembre 2019, et Soa, née en octobre 2022.

## Filmographie

### Cinéma

#### Longs métrages
- 1994 : En mai, fais ce qu'il te plaît de Pierre Grange : Chloé
- 2013 : Incompatibles de Paolo Cedolin Petrini : Jessica
- 2021 : Mon père s'appelle Bernard Menez : Marie

#### Courts métrages
- 2004 : Robert de la jungle, d'Éric Communier : Alexandra
- 2012 : Après moi mon cœur battra, d'Antoine Ros
- 2017 : Un si long chemin, de Loïc Jaquet : Ingrid
- 2019 : Pitfall, de Loïc Jaquet : Lisa

### Télévision

#### Séries télévisées
- 1992 : Les Cordier, juge et flic : Léa Leroy (saison 2, épisode 2)
- 1999 : Une femme d'honneur : Lucie (saison 3, épisode 3)
- 1998-2000 : Marie Fransson : Alice (3 épisodes)
- 2001 : L'Instit : Steph (saison 6, épisode 4)
- 2006 : SOS 18 : Vanessa (saison 3, épisode 4)
- 2008 : Le QG : Camille (26 épisodes)
- 2008 : A : Cynthia
- 2009 - 2022 : Plus belle la vie : Barbara Évenot
- 2012 : Enquêtes réservées : Lola (saison 5, épisode 5)
- 2018 : Camping Paradis : Delphine (2 épisodes)
- 2018 : Deutsch-les-Landes
- 2024 - en cours : Plus belle la vie, encore plus belle : Barbara Évenot

#### Téléfilms
- 1994 : Une soupe aux herbes sauvages d'Alain Bonnot : Marie
- 1997 : Le surdoué  d'Alain Bonnot : Caroline Leblanc
- 1997 : Deux mamans pour Noël de Paul Gueu : Clarisse
- 1998 : Un camion pour deux de Dominique Tabuteau : Sophie
- 2019 : Meurtres en Cotentin de Jérémy Minui : Alice Hamel
- 2022 : De miel et de sang de Lou Jeunet : Sara Becker[3]

#### Clips
- 2016 : Pensamiento (de Sync)[4]

## Théâtre
- 2010-2011 : Pauvre France ! de Ron Clark et Sam Bobrick, mise en scène de Bernard Menez et Fabrice Lotou, tournée, L'Alhambra
- 2011-2013 : Le Club des célibataires de Françoise Royes, Tournée et comédie de boulevard à Paris
- 2013-2015 : Bonjour ivresse de Franck Le Hen, Théâtre du Temple à Paris
- 2014-2017 : Coiffure et confidences de Robert Harling, mise en scène de Dominique Guillo, adaptation de Didier Caron, Théâtre Michel à Paris et tournée
- 2022 : Cache-moi si tu peux de Sacha Judaszko avec Alex Goude et Jane Resmond
- 2024 : Les Guêpes d'Éric Assous, mise en scène de Didier Caron, tournée
- 2024-2025 : Et si on en parlait ? d'Astrid Veillon, mise en scène d'Anne Bourgeois, en tournée